# Ludowy Artysta Kazachstanu
Ludowy Artysta Kazachstanu (kaz. Қазақстан халық әртісі; ros. Народный артист Казахстана) – tytuł honorowy, nadawany osobom, którzy wnieśli szczególny wkład w rozwój sztuki teatralnej, muzycznej, kinowej i cyrkowej Kazachstanu. Tytuł ten był najwyższym wyróżnieniem w wyżej wymienionych dziedzinach. Uhonorowano nim m.in. Żamał Bektasową i Rozę Rymbajewą. Został uchwalony 1 kwietnia 1993 roku i zlikwidowany 26 czerwca 1999 roku.